# Íngria
|  | Aquest article és sobre la regió del Bàltic. Per al municipi italià del Piemont, vegeu Ingria |

Bandera d'Íngria.

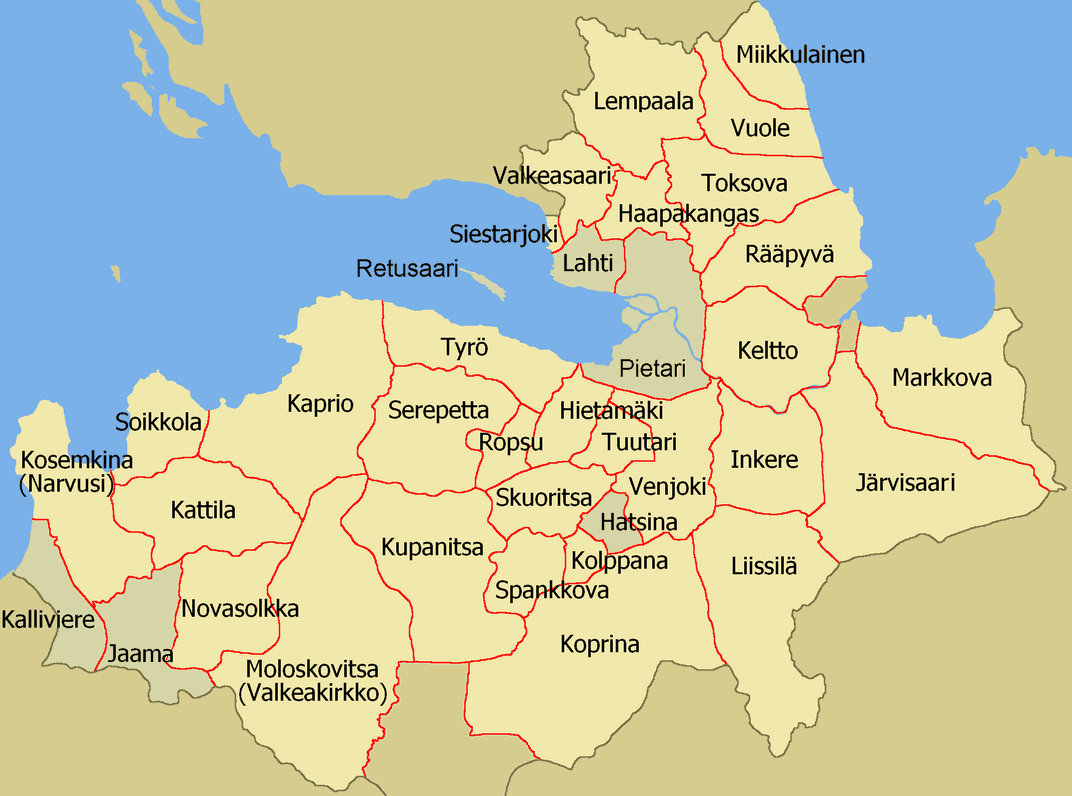
Mapa de parròquies luteranes d'Íngria vers el 1900.

Íngria (en finès: Inkeri, en rus: Ингрия, Ingria, Ижорская земля, Ijórskaia zémlia, Ингерманландия, Inguermanlàndia, en suec: Ingermanland) és l'àrea geogràfica, situada al llarg de la costa sud del Golf de Finlàndia vorejada per llac Làdoga amb l'istme de Carèlia al nord i el riu Narva a la frontera amb Estònia a l'oest.
Els ijorians ortodoxos, juntament amb els vòtics, són els pobles indígenes de l'Íngria històrica. Amb la consolidació de la Rus de Kíev i l'expansió de la República de Nóvgorod al nord, els indígenes ingrians es va convertir en grecs ortodoxos. Íngria es va convertir en una província de Suècia al Tractat de Stolbovo en 1617 que va posar fi a la Guerra d'Íngria,un conflicte entre Suècia i Rússia. Després de la conquesta sueca de la zona en 1617 el ingrians finlandesos, descendents dels emigrants luterans del segle xvii procedents de l'actual Finlàndia, es va convertir en la major part d'Íngria. En 1710, després d'una conquesta russa, Íngria va ser designada com a óblast de Sant Petersburg. Al Tractat de Nystad, Íngria va ser cedida formalment a Rússia per Suècia. En 1927, l'àrea va ser designada com a óblast de Leningrad. Les deportacions dels ingrians finlandesos van començar a finals del 1920 i la russificació ja era gairebé completa a la dècada de 1940. Avui dia és l'àncora del nord-oest de Rússia, la seva "finestra" a la mar Bàltica, amb Sant Petersburg com el seu centre.
Íngria en el seu conjunt no va formar un Estat (cf., però, República d'Íngria Septentrional); els ingrians, entesos com els habitants d'Íngria independentment de la seva ètnia, difícilment es pot dir que hagin estat una nació, malgrat que la seva "nacionalitat" va ser reconeguda en la Unió Soviètica; com a grup ètnic, els pròpiament ingrians, anomenats ijorians, són a prop de l'extinció, junt amb el seu idioma. Tot i això, moltes persones encara reconeixen el seu patrimoni ingrià.
L'Íngria històrica ocupa aproximadament la mateixa zona que els districtes de Gattxinski, Kingisseppski, Kírovski, Lomonóssovski, Tósnenski, Vólossovski i Vsévolojski de la moderna óblast de Leningrad, així com la ciutat de Sant Petersburg.

## Història

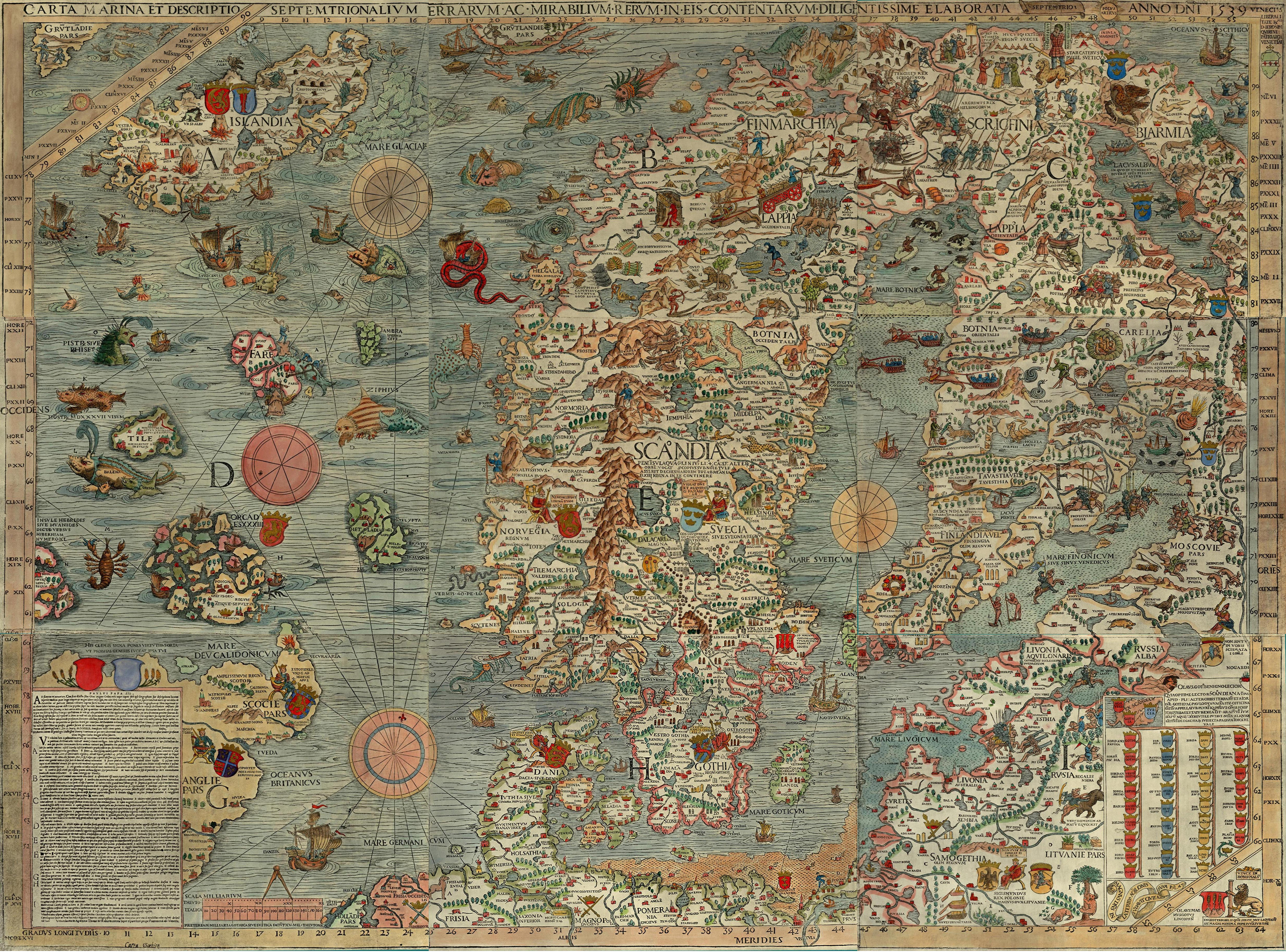
Íngria es pot veure representada en la part més oriental de la Carta Marina (1539)

Els primers vestigis d'assentaments humans en el territori de la moderna regió de Leningrad daten del període Mesolític (mil·lenni VIII aC - mil·lenni VII aC). A partir del mil·lenni I aC van començar a penetrar des de l'est les tribus fineses.
A l'Era dels vikings passava per Íngria la Ruta comercial del Volga i la Ruta comercial dels varegs als grecs que feren de la regió una zona atractiva per a l'aristocràcia escandinava, la qual, en última instància, governaria sobre. En aquesta època, Làdoga era un cap de pont en la ruta comercials dels varegs cap a Europa de l'Est. Un Varangian aristocràcia desenvolupat que en última instància governar sobre Nóvgorod i la Rus de Kíev. En la dècada del 860, les tribus guerreres fineses i eslaves es van rebel·lar sota Vadim el Temerari, però més tard va demanar als varegs sota Rúrik que tornessin i posessin fi als conflictes recurrents entre ells.
L'antiga terra novgorodiana de Vod era anomenada Ingermanland pels suecs, llatinitzat a "Íngria". L'etimologia popular fa remuntar el seu nom a Ingegerd Olofsdotter, la filla del rei suec Olof Skötkonung (995-1022). Després del seu matrimoni amb Iaroslau I el Savi en 1019, se li van donar les terres al voltant del Làdoga com a regal de matrimoni. Eren administrades pels jarls suecs, com ara Ragnvald Ulfsson sota la sobirania de la República de Nóvgorod.
Al segle xii, Íngria Occidental va ser absorbida per la República. Durant els segles següents es van produir guerres freqüents, principalment entre Nóvgorod i Suècia, i de vegades implicaren també Dinamarca i els Cavallers Teutònics. Els Cavallers Teutònics van establir una fortalesa a la ciutat de Narva, seguida pel castell rus d'Ivàngorod en el costat oposat del riu Narva en 1492.

## Íngria sueca
Tot i que Suècia i Nóvgorod havien lluitat per les terres íngrianes més o menys des del Gran Cisma d'Orient, el primer intent real d'establir un domini suec a Íngria es remunta a principis del segle xiv, quan Suècia va fundar primer Víborg a Carèlia, i després la fortalesa de Landskrona a la confluència de l'Ohta i el Nevà. No obstant això, Landskrona va ser reconquistada per Nóvgorod. Íngria finalment va esdevenir un domini suec en la dècada del 1580. Però es va tornar a Rússia pel Tractat de Teusina (1595). Rússia, al seu torn va cedir Íngria a Suècia al Tractat de Stolbovo (1617) després de la Guerra d'Íngria. L'interès de Suècia en el territori era principalment estratègic: la zona era un coixí contra els atacs russos sobre l'istme de Carèlia i l'actual Finlàndia, llavors la meitat oriental del regne de Suècia; i el comerç del Bàltic rus havia de passar pel territori suec. Els municipis d'Ivàngorod, Jama (ara Kingisepp), Caporie (ara Kopórie) i Nöteborg (ara Schlüsselburg) es van convertir en els centres dels quatre comtats ingrians (slottslän), i consistien en ciutadelles, en les proximitats de les quals hi havia petits veïnats anomenats hakelverk, abans de les guerres de la dècada del 1650 habitats principalment per gent del poble rus. El grau en què Íngria es va convertir en la destinació dels deportats de Suècia sovint s'ha exagerat.
Íngria va romandre escassament poblada. En 1664 la població total ascendia a 15.000 persones. Els intents suecs per introduir el luteranisme, que es van accelerar després d'un període inicial de relativa tolerància religiosa, eren vistos amb repugnància per la majoria de la pagesia ortodoxa, que es veia obligada a assistir als serveis luterans; als conversos se'ls va prometre subsidis i reduccions d'impostos, però els guanys luteranes es van deure principalment a reassentaments voluntaris per part de finlandesos de Savònia i Carèlia Finlandesa (majoritàriament d'Äyräpää). La proporció de luterans finlandesos a Íngria (ingrians finlandesos) composta per un 41,1% el 1656, 53,2% en 1661, 55,2% en 1666, 56,9% en 1671 i 73,8% el 1695, i la resta majoritàriament ijorians i vòtics. Ingermanland estava en gran manera enfeudada a nobles militars i funcionaris estatals, que van portar els seus propis servents luterans i obrers. No obstant això, un petit nombre d'esglésies ortodoxes russes estigueren en ús fins al final del domini suec, i la conversió forçada de l'ètnia russa ortodoxa, prohibida per llei.
Nyen (suec Nyenskans, finlandès Nevanlinna), es va convertir en el principal centre de comerç d'Íngria, especialment després del declivi d'Ivàngorodr, i en 1642 va esdevenir el centre administratiu de la província. En 1656 un atac rus va danyar molt la ciutat, i el centre administratiu es va traslladar a Narva.

## Íngria russa

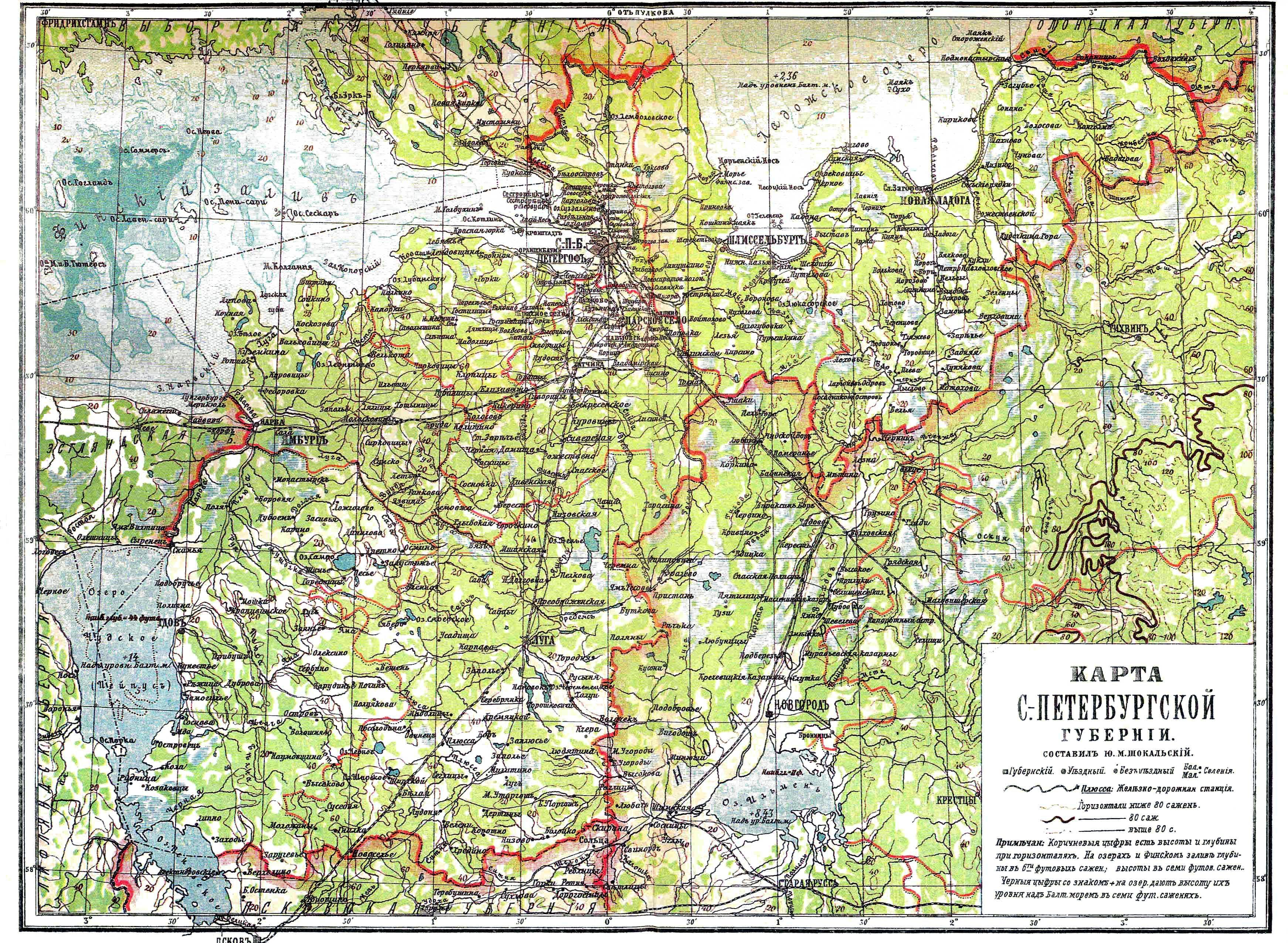
Mapa de la Gubèrnia de Sant Petersburg el 1900

A principis del segle xviii la zona va ser reconquistada per Rússia en la Gran Guerra del Nord després d'haver estat en possessió de Suècia durant uns 100 anys. Prop de la ubicació de la ciutat sueca de Nyen, a prop de l'estuari del riu Neva, al golf de Finlàndia, es va fundar el 1703 la nova capital de Rússia, Sant Petersburg.
Pere el Gran elevà Íngria a la condició de ducat amb el Príncep Ménxikov com el seu primer (i últim) duc. En 1708, Íngria va ser designada com a gubèrnia (gubèrnia d'Inguermanlàndia en 1708-1710, gubèrnia de Sant Petersburg el 1910-1914, gubèrnia de Petrograd el 1914-1924, gubèrnia de Leningrad en 1924-1927).
En 1870, va començar la impressió del primer diari en llengua finlandesa a Íngria Pietarin Sanomat. Abans d'això, Íngria rebia diaris majoritàriament de Viborg. La primera biblioteca pública es va obrir en 1850 a Tyrö. La més gran de les biblioteques, situada a Skuoritsa, tenia més de 2000 volums a la segona meitat del segle xix. En 1899 es va celebrar el primer festival de la cançó a Íngria, en concret a Puutosti (Skuoritsa).
En 1897 (any del Cens de l'Imperi rus) el nombre d'ingrians finlandesos havia augmentat a 130.413, i el 1917 havia superat els 140.000 (45.000 al nord d'Íngria, 52.000 al centre (est) d'Íngria i 30000 a Íngria occidental, la resta a Petrograd).
A partir de 1868 els estonians també van començar a emigrar a Íngria. El 1897 el nombre de
estonians que habitaven a la gubèrnia de Sant Petersburg va arribar a 64.116 (12.238 d'ells a Sant Petersburg en si); pel volts del 1926 havia augmentat a 66.333 (15.847 d'ells a Leningrad).
Pel que fa als ijorians, en 1834 n'hi havia 17.800, en 1897-21,000, en 1.926-26,137. Al voltant de 1000 ingrians van viure a l'àrea cedida a Estònia sota el Tractat de pau de Tartu (1920).

## Íngria soviètica

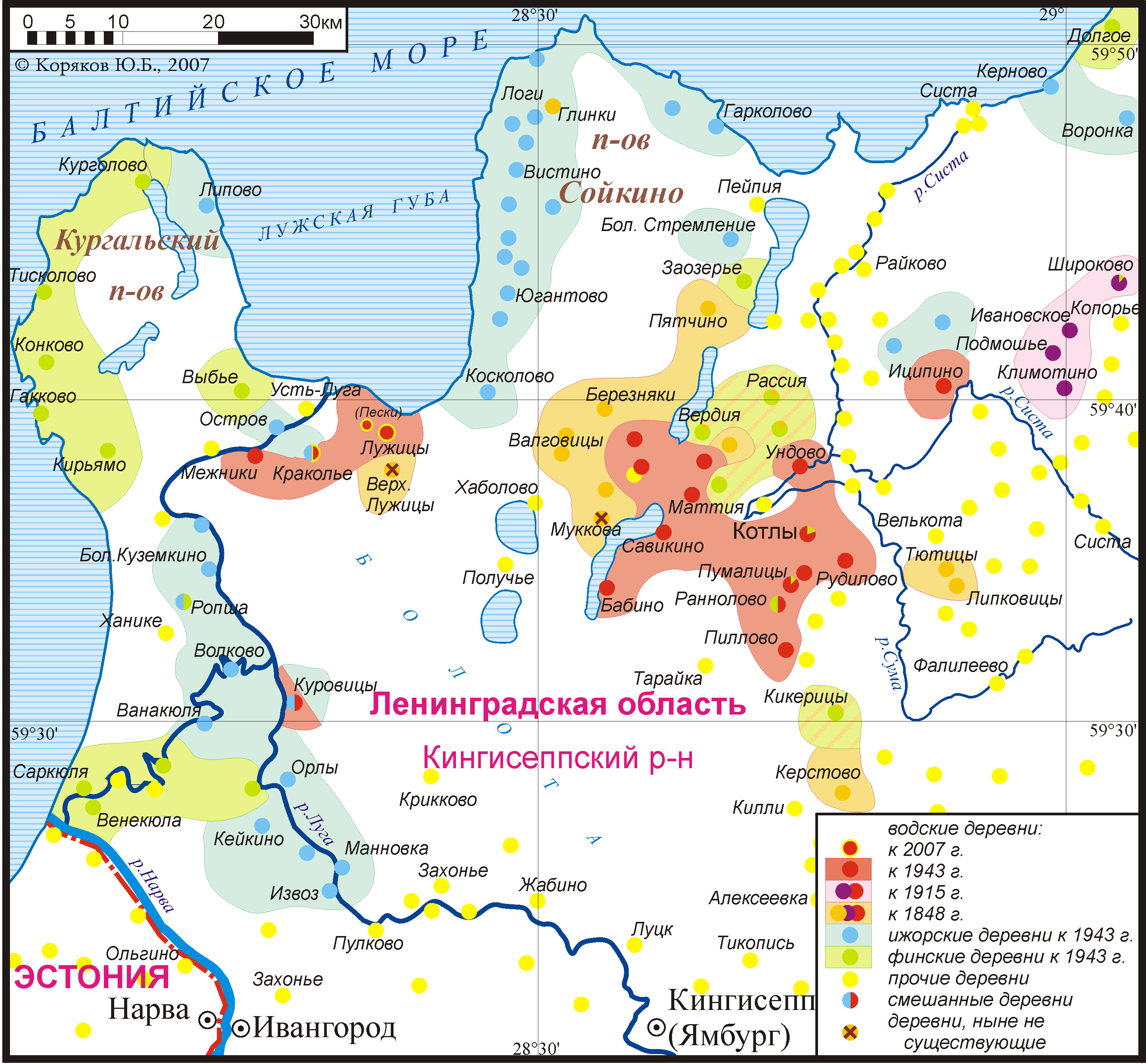
Assentaments finesos a Íngria occidental al llarg del segle xx

Després de la revolució bolxevic de 1917 a Rússia, la República d'Íngria Septentrional (Pohjois Inkeri) va declarar la seva independència de Rússia, amb el suport de Finlàndia i amb l'objectiu d'incorporar-se a Finlàndia. Va governar parts d'Íngria des de 1919 fins al 1920. Amb el Tractat de Pau de Tartu russofinlandès va tornar a integrar-se a Rússia, però va gaudir d'un cert grau d'autonomia.
En el seu apogeu en la dècada de 1920, hi havia al voltant de 300 escoles en llengua finesa i 10 diaris de llengua finlandesa a Íngria.
El cens de població de l'URSS en 1926 va registrar 114.831 finlandesos de Leningrad, tal com s'anomenava als ingrians finlandesos.El cens de 1926 també va mostrar que la població russa del centre d'Íngria havia superat en nombre als pobles finesos que hi vivien, però al nord d'Íngria els ingrians finlandesos eren majoria.
A principis de 1930 l'ingrià s'ensenyava a les escoles de la Península de Sóikinski i l'àrea al voltant de la desembocadura del riu Luga.
El 1928 va començar la col·lectivització de l'agricultura a Íngria. Per facilitar-ho, en 1929-1931, 18.000 persones (4.320 famílies), kulaks (camperols independents) procedents del nord d'Íngria, van ser deportats a Carèlia Oriental, a la península de Kola, així com al Kazakhstan i l'Àsia central.
La situació per als finlandesos ingrians es va deteriorar encara més quan a la tardor de 1934, es va establir al llarg de la frontera occidental de la Unió Soviètica una zona fronterera prohibida, on l'entrada restava prohibida sense un permís especial expedit per l'NKVD. Al principi i oficialment era només una franja de 7.5 km de profunditat, però al llarg de la frontera d'Estònia es va estendre fins a 90 km. La zona estava lliure de finesos i alguns altres pobles, que eren considerats políticament poc fiables. El 25 de març de 1935, Guénrikh Iagoda va autoritzar una deportació a gran escala contra kulaks estonians, letons i finlandesos i lixentsi que residien a les regions frontereres prop de Leningrad. Prop de 7.000 persones (2.000 famílies) van ser deportades d'Íngria a Kazakhstan, l'Àsia central i la regió dels Urals. Al maig i juny 1936 tota la població finlandesa de les parròquies de Valkeasaari, Lempäälä, Vuole i Miikkulainen prop de la frontera amb Finlàndia, 20.000 persones, van ser reassentades a les àrees al voltant de Txerepovets i Sibèria en la propera onada de deportacions. A Íngria van ser reemplaçats amb persones d'altres parts de la Unió Soviètica, majoritàriament russos, però també ucraïnesos i tàtars.
El 1937 les esglésies luteranes fineses i les escoles en ingrià d'Íngria van ser clausurades i les publicacions i emissions de ràdio en finlandès i ingrià foren suspeses.
Les dues poblacions, els ingrians finlandesos i els ijorians havien desaparegut d'Íngria durant el període soviètic. 63.000 van fugir a Finlàndia durant la Segona Guerra Mundial, i foren requerits a tornar per Stalin després de la guerra. La majoria es van convertir en víctimes de la deportació dels pobles de la Unió Soviètica i molts van ser executats com a "enemics del poble".La resta, incloent alguns repatriats post-Stalin (no va ser fins a 1956 que alguns dels deportats se'ls va permetre tornar als seus pobles), van ser superats en nombre per la immigració russa.
El cens de 1959 va registrar 1.062 ijorians; el 1979 aquesta xifra s'havia reduït a 748, només 315 d'ells al voltant de la desembocadura del riu Luga i a la Península de Sóikinski. D'acord amb el cens soviètic de 1989, hi havia 829 ijorians, 449 d'ells a Rússia (incloent altres parts del país) i 228 a Estònia
Després de la dissolució de la Unió Soviètica en 1991, als supervivents ingrians finlandesos i els seus descendents russificats se'ls ha permès d'emigrar a Finlàndia. Això ha donat lloc al naixement d'un una minoria important russòfona a Finlàndia.